# Курец, Валерий Исаакович
Валерий Исаакович Курец (1 января 1940, с. Каспан, Кугалинский район, Алматинская область, Казахская ССР — 5 июля 2018, Томск) — специалист в области техники высоких напряжений, доктор технических наук, профессор НИИ высоких напряжений при ТПУ (НИИ ВН) при ТПУ, профессор кафедры теоретической и общей электротехники Томского политехнического университета.

## Биография
Родился 1 января 1940 года в селе Каспан Алматинской области.
В 1957 году окончил школу № 28 в городе Алма-Ате, после чего поступил учиться в Томский политехнический институт. В 1962 году окончил институт, получив специальность «Техника высоких напряжений». Поступил аспирантуру института. Его научным руководителем в аспирантуре был основатель электроимпульсного способа разрушения и обработки твердых металлов, профессор И. И. Каляцкий. В 1965 году окончил аспирантуру и защитил диссертацию.
По окончании учебы работал на должности инженера в лаборатории «Кедр», потом, до 2005 года — в НИИ высоких напряжений при ТПУ последовательно заведующим сектором, лабораторией, отделом.
В 1988 году защитил докторскую диссертацию. Получил ученое звание доктора технических наук, выбран профессором (1997). С 2005 по 2006 год работал профессором кафедры Электротехники и автоматики Томского государственного архитектурно-строительного университета. С 2006 года работал профессором кафедры теоретической и общей электротехники Томского политехнического университета. На кафедре ТВН читал для студентов курсы «Расчет и конструирование изоляции», «Техника высоких напряжений» и др.
Область научных интересов: изучение электрической искры, как инструмента, оказывающего воздействие на конденсированные среды. Под руководством учёного были разработаны установки по разрушению твердых тел электрическими разрядами.
Имеет 118 авторских свидетельств и патентов, включая патент Германии, является автором около 105 научных статей. Под его руководством было подготовлено и защищено 15 кандидатских диссертаций.

## Награды и звания
- Медаль «За доблестный труд в ознаменование 100-летия со дня рождения В. И. Ленина» (1970)
- Лауреат премии имени Яблочкова РАН
- Почетный работник высшего профессионального образования РФ